# Megapaloelodus
Megapaloelodus — викопний рід фламінгоподібних птахів вимерлої родини Palaelodidae, що існував в міоцені. Рештки представників роду знайдені в Аргентині, Німеччині, Франції, Чехії, Угорщині, Мексиці та США.

## Опис
Це були стрункі птахи з довгими, тонкими ногами і довгою шиєю. Про форму черепа та дзьоба мало що відомо. На здобич вони полювали, а не фільтрували як сучасні фламінго.